# Ngiratkel Etpison
Ngiratkel Etpison, né le 3 mai 1925 à Koror et mort le 1er août 1997, est un homme politique palaosien.

## Biographie
Il lance le tourisme et le commerce touristique dans les années 1970 et en 1984, il ouvre « Palau Pacific Resort », la station balnéaire le plus luxueuse de l'archipel.
Il est président des Palaos du 1er janvier 1989 au 1er janvier 1993.
Son fils, Shallum, crée en 1999 à la mémoire de son père le Etpison Museum & Gallery, second musée de l'archipel micronésien.